# 大连绿地中心
大连绿地中心是一栋位于中华人民共和国辽宁省大连的超高层摩天大楼，由HOK建筑设计公司设计，开发商为绿地集团。
大楼于2011年11月20日开始兴建，目前停工中，设计高度为518米（1,699英尺），地上88层，地下4层。